# Lucius Junius Brutus
Pour les articles homonymes, voir Iunius Brutus.
Lucius Junius Brutus, ou Lucius Iunius Brutus, est le fondateur légendaire de la République romaine et un des deux premiers consuls romains pour l'année 509 av. J.-C., Les membres de la gens Iunia, dont Decimus Junius Brutus Callaicus, puis plus tard Decimus Junius Brutus et Marcus Junius Brutus (l'assassin de César) le considèrent comme un de leurs ancêtres.
Comme la plus grande partie des hommes et des institutions des premiers siècles de l'histoire romaine, l'existence historique de Brutus n'est pas assurée. Les sources dont on dispose aujourd'hui sont trop lacunaires et s'appuient sur des récits et des traditions plus anciennes qui ont été considérablement réécrits et déformés.

## Biographie

### Les sources
Les sources antiques les plus anciennes et donc les plus proches chronologiquement des événements qui ont lieu entre la chute de la royauté et l'instauration de la République et qui nous sont parvenues à ce jour sont très lacunaires.
En ce qui concerne les auteurs romains, il s'agit principalement des écrits de Fabius Pictor qui remontent à la fin du IIIe siècle av. J.-C. On dispose également de récits plus importants grâce aux annalistes tels que Tite-Live, qui livre le témoignage le plus complet, ou Denys d'Halicarnasse. Mais ces derniers écrivent quatre à cinq siècles après les événements relatés, ce qui diminue le crédit qu'on peut leur apporter. De plus, leurs récits reposent pour une grande part sur ceux des auteurs plus anciens. Il n'existe pas de témoignages contemporains des événements, la littérature romaine n'ayant fait son apparition que vers le milieu du IIIe siècle av. J.-C.
Pour le VIe siècle av. J.-C., on dispose de récits d'auteurs grecs mais aucun de ceux qui nous sont parvenus ne s'intéresse spécifiquement à ce qui se passe à Rome à cette époque. Leurs écrits demeurent utiles pour reconstituer le contexte des événements, comme c'est le cas de ceux de Timée de Tauroménion, auteur d'une Chronique de Cumes disparue, dont le récit de Denys d'Halicarnasse est largement tributaire.
Pour reconstruire la figure de Brutus telle qu'elle était perçue durant l'Antiquité, on dispose également des écrits de Plutarque qui n'a pas écrit de biographie sur Brutus mais la figure de ce dernier est présente dans la biographie de son contemporain Publicola. On peut également s'appuyer sur les écrits de Dion Cassius qui se révèlent intéressants car en partie indépendants et donc complémentaires des textes de Tite-Live.

### Famille et ascendance
Brutus est le fils de Marcus Junius Brutus et de Tarquinia, fille de Tarquin l'Ancien et sœur de Tarquin le Superbe, dernier roi de Rome. Il a un frère, Marcus Junius Brutus. D'après Tite-Live, Brutus prend pour épouse une femme issue de la gens Vitellia. De ce mariage naissent deux fils, Titus et Tiberius.

### L'oracle de Delphes

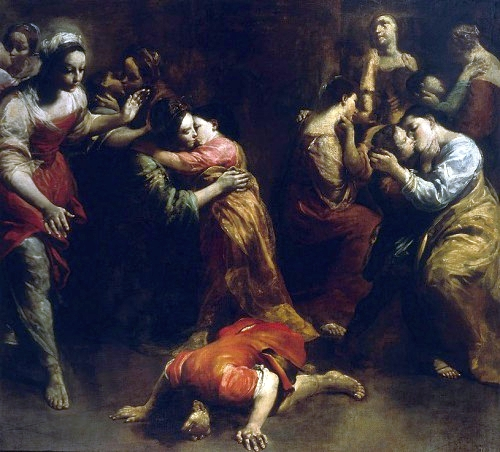
Brutus embrasse la terre, de Giuseppe Maria Crespi (1725).

La légende raconte qu'un jour, un serpent sort inexplicablement de l'un des piliers du palais du roi de Rome. Tarquin le Superbe, qui ne sait comment interpréter ce prodige, envoie une ambassade à Delphes pour consulter l'oracle. Parmi les délégués se trouvent Lucius Junius Brutus et deux des fils du roi Tarquin, Titus et Arruns. Ayant des soupçons sur la politique de Tarquin à l'égard des aristocrates, dont beaucoup ont été assassinés sur son ordre, parmi lesquels son propre père, Brutus affecte d'être simple d'esprit, d'où son surnom qui signifie « l'idiot »,. Il est ainsi autorisé à aller en Grèce, afin de divertir ses cousins.
Après avoir posé la question officielle à l'oracle, les fils du roi veulent savoir lequel, parmi eux, est appelé à succéder à leur père. Il leur est répondu que le premier qui embrasserait sa mère serait le prochain souverain de Rome. Les princes tirent au sort le droit d'embrasser leur mère à leur retour et jurent de tenir secrète la réponse à leur plus jeune frère, Sextus Tarquin. Brutus, dont le cognomen signifie "dénué de raison", avait selon Tite-Live feint jusqu'ici la bêtise. Subtilement, il interprète le mot « mère » dans le sens de la Terre, la mère nourricière, trébuche à dessein, et embrasse le sol,.

### Le viol de Lucrèce

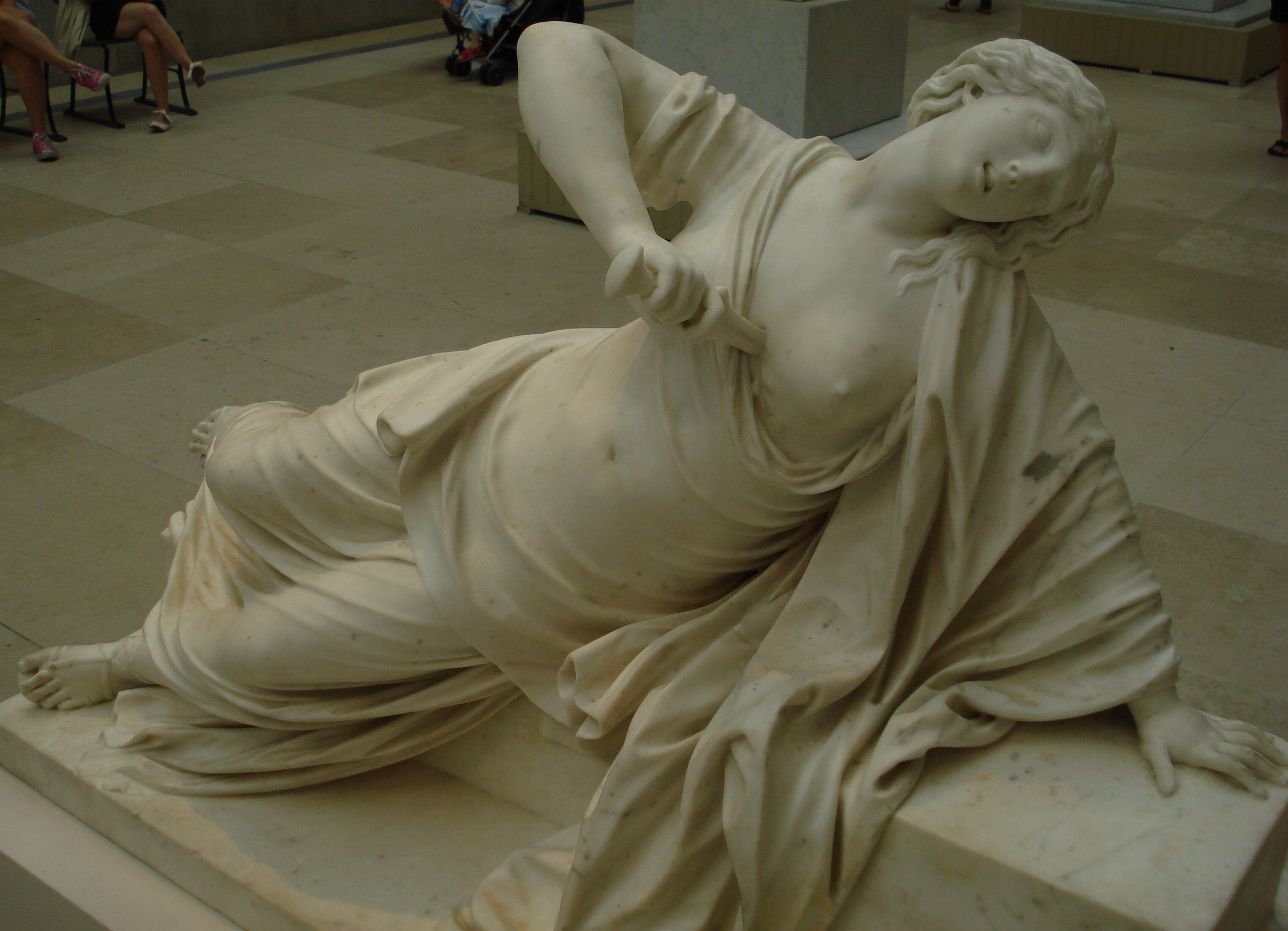
Le Suicide de Lucrèce, de Philippe Bertrand (ca. 1700).

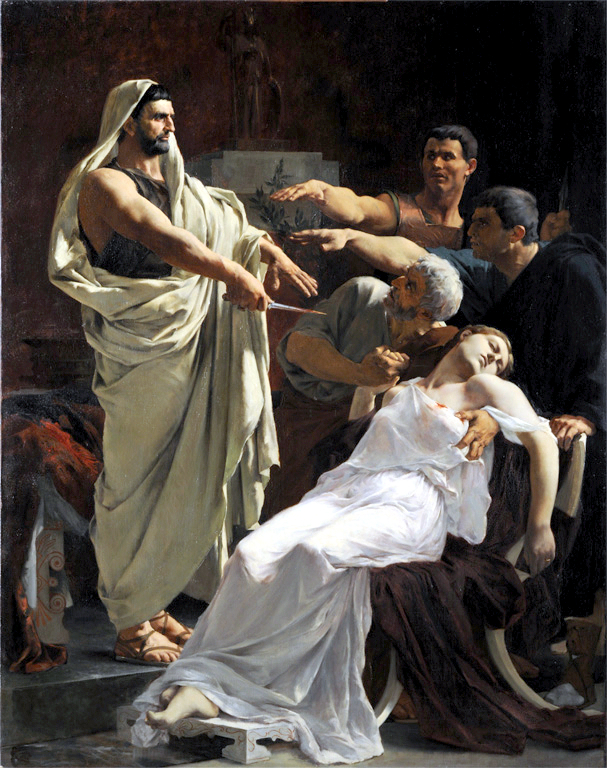
Le Serment de Brutus, de Henri Pinta (1884).

Peu après le retour de l'expédition à Delphes, toujours d'après la tradition romaine, le roi Tarquin le Superbe déclare la guerre à Ardée, riche cité rutule. Durant le siège, de jeunes officiers, dont Sextus Tarquin et Collatin, échangent à propos de leurs femmes, se posant la question de ce qu'elles pouvaient être en train de faire, éloignées de leurs époux. Les jeunes officiers quittent le siège afin de se rendre compte par eux-mêmes de la vertu de leurs femmes respectives. Lucrèce, épouse de Collatin et symbole de pudeur, est la plus sage de toutes, ayant pour seule occupation le filage de la laine.
Impressionné par la vertu irréprochable de Lucrèce, Sextus revient vers elle à Collatie quelques jours plus tard et la viole, dans la maison de son mari qui est aussi son propre cousin. Après son départ, Lucrèce envoie chercher son père Spurius Lucrétius et son mari Tarquin Collatin. Ce dernier vient avec Brutus, en compagnie de qui il chevauchait quand le message est arrivé, et Spurius Lucrétius se présente accompagné de Publicola. Lucrèce leur révèle ce qui lui est arrivé et, après les avoir fait jurer de venger son honneur, elle se poignarde,. Brutus se faisait passer jusque-là pour un homme à l'intelligence limitée. Il cesse alors de jouer la comédie et s'empare du poignard pour faire prononcer à ses compagnons un second serment, celui de chasser les Tarquins et d'établir la République à Rome,,. Bien que n'étant pas l'époux de Lucrèce, c'est Brutus qui prend la tête du mouvement, Collatin se fondant parmi ses partisans.

« Tandis qu'ils s'abandonnent à la douleur, Brutus retire de la blessure le fer tout dégouttant de sang et, le tenant levé  : « Je jure, dit-il, et vous prends à témoin, ô dieux ! Par ce sang, si pur avant l'outrage qu'il a reçu de l'odieux fils des rois ; je jure de poursuivre par le fer et par le feu, par tous les moyens qui seront en mon pouvoir, l'orgueilleux Tarquin, sa femme criminelle et toute sa race, et de ne plus souffrir de rois à Rome, ni eux, ni aucun autre. » Il passe ensuite le fer à Collatin, puis à Lucrétius et à Valérius, étonnés de ce prodigieux changement chez un homme qu'ils regardaient comme un insensé. Ils répètent le serment qu'il leur a prescrit, et, passant tout à coup de la douleur à tous les sentiments de la vengeance, ils suivent Brutus, qui déjà les appelait à la destruction de la royauté. »

— Tite-Live, Histoire romaine, I, 59.

### L'abolition de la monarchie
Brutus conduit un soulèvement armé à Rome et le peuple vote pour l'abolition du pouvoir royal et l'exil de la famille royale par la Lex Iunia de Tarquiniis exilio multandis. Brutus se met alors à la tête des citoyens armés et se rend au camp occupé par les troupes de Tarquin qui assiègent Ardée. Le roi, ayant appris la révolte, est parti entretemps pour Rome à la tête de ses compagnons les plus fidèles, avec l'intention de restaurer l'ordre. Il trouve les portes fermées et sa condamnation à l'exil. Brutus quant à lui obtient le soutien des soldats de Tarquin. Ce dernier, ne pouvant retourner au camp, trouve refuge à Gabies.

### La fondation de la République
Après la libération en 509 av. J.-C., les comices centuriates se réunissent, selon des dispositions laissées par Servius Tullius, et élisent pour consuls Brutus et Collatin,,. Mais peu après, le peuple regrette d'avoir élu un homme qui porte le nom royal haï. En effet, Collatin est un cousin de Tarquin le Superbe, étant le fils d'Égérius, un des frères du roi Tarquin l'Ancien,. Brutus pousse son ami et collègue à quitter la ville, afin d'écarter tout danger pour sa vie. C'est ce que fait finalement Collatin après avoir été accusé de comploter pour les Tarquins, et Publius Valerius Publicola est élu consul à sa place,.
On attribue à Brutus toute une série de réformes religieuses et institutionnelles comme la prise des auspices avant de prendre ses fonctions de magistrats, une loi curiate sur le pouvoir consulaire, l'alternance des fasces (décision que Tite-Live attribue à Publicola), l'agrandissement du Sénat avec l'ajout des minores gentes, la création de la fonction de rex sacrorum et la commémoration de Carna sur la colline du Cælius,.

### L'exécution de ses deux fils

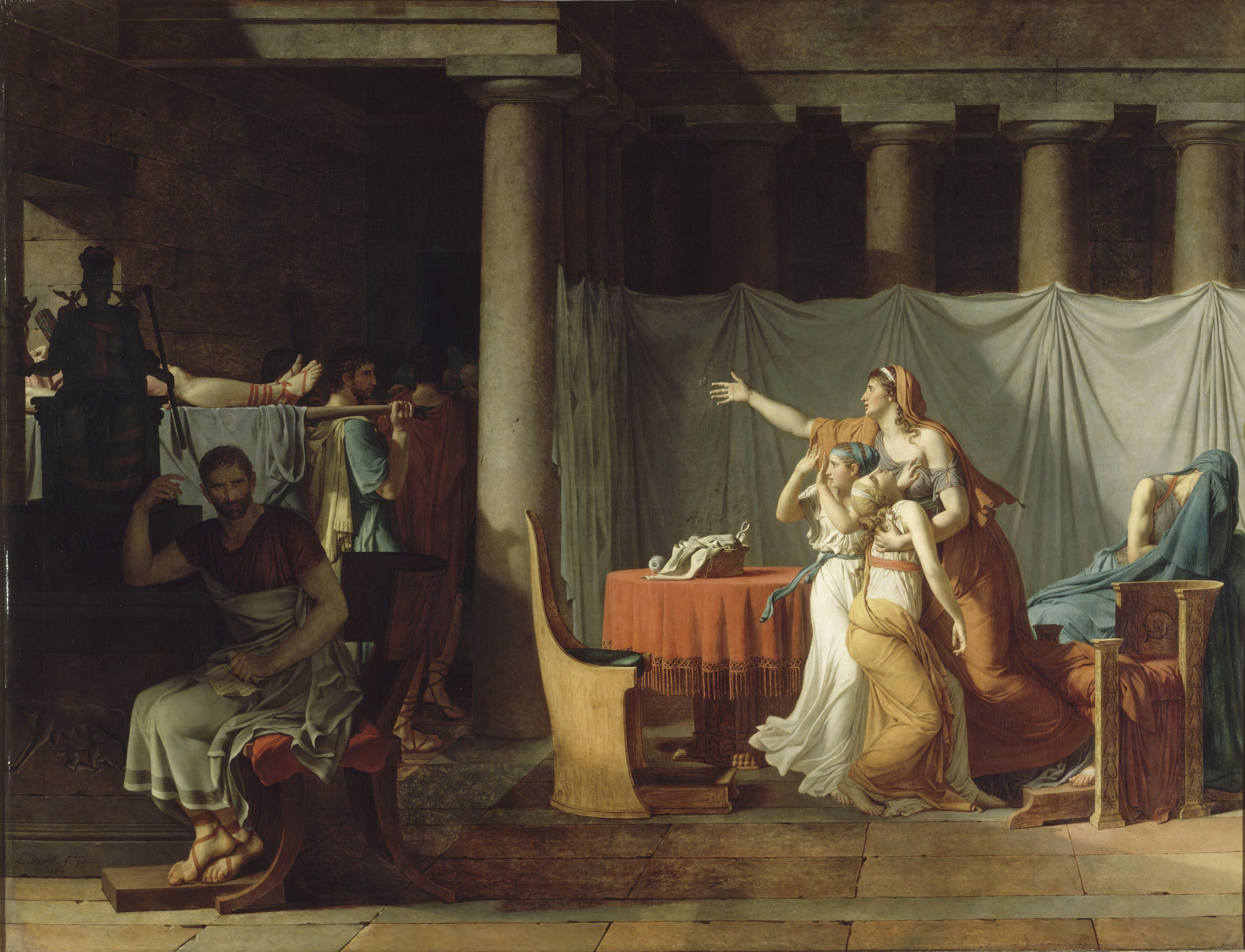
Les licteurs apportant à Brutus les corps de ses fils, par Jacques-Louis David (1789).

Avant que le roi déposé, Tarquin le Superbe, ne lance son attaque prévue contre Rome, une conspiration de sympathisants du roi déchu est découverte parmi les fils de certaines familles aristocratiques. Deux fils de Brutus, Titus et Tiberius, y sont impliqués, et des lettres adressées aux Tarquins prouvent leur culpabilité. Les consuls arrêtent et emprisonnent les traîtres, et ils ordonnent la confiscation de tous les biens appartenant à la famille royale de Rome,.
Leurs domaines sont consacrés à Mars (le Champ de Mars) et leurs maisons détruites. Lors du jugement de ses deux fils, Brutus fait preuve de cette force d'âme et de cette gravité que les Romains aiment à considérer comme leur apanage. Il prononce, dans sa fonction officielle, la sentence condamnant ses fils et assiste à leur exécution,. Les licteurs attachent les jeunes hommes à des poteaux, les flagellent, puis les décapitent. Toutes les têtes sont tournées vers Brutus qui, malgré toute son angoisse, ne fléchit pas. Il récompense son informateur (un esclave), en lui donnant le droit de cité et de l'argent,.

### La bataille de Silva Arsia et mort de Brutus
Lorsque Tarquin le Superbe envahit le territoire romain quelques mois seulement après l'instauration de la République, les consuls viennent à sa rencontre. Lors de la bataille qui s'ensuit, le fils du roi, Arruns, insulte Brutus, qui conduit la cavalerie, tout en le chargeant avec son cheval. Ils se jettent l'un sur l'autre avec une telle violence que chacun transperce l'autre et que tous deux tombent morts sur-le-champ,. Après la mort des deux chefs, la bataille reste incertaine, les deux camps ayant subi de lourdes pertes,,. Cependant, pendant la nuit, une voix sort de la forêt d'Arsia, toute proche, et proclame la victoire des Romains, disant qu'ils ont perdu un homme de moins que Tarquin le Superbe et ses alliés étrusques. Les Étrusques se replient et Brutus a droit à des funérailles somptueuses à Rome, où toutes les femmes, qui lui sont reconnaissantes d'avoir défendu la cause de Lucrèce, le pleurent comme s'il avait été leur père,,.

### Descendance
Sous la République, les Iunii sont les membres d'une gens plébéienne, or Lucius Junius Brutus est présenté comme un patricien, ce qui prouve, selon Denys d'Halicarnasse, que ce dernier n'a eu aucun autre descendant que ses deux fils, Titus et Tiberius, qu'il a fait exécuter. Néanmoins, la gens des Iunii revendique jusqu'à la fin de la République son lien de parenté avec le fondateur de la République romaine.

## Postérité

### Élaboration et récupération du mythe

#### LesIunii Bubulciet les guerres samnites
L'intégration des faits légendaires dans la tradition romaine est principalement due à la volonté des grandes familles de Rome telles que les Iunii et les Valerii de se créer les origines les plus héroïques possibles. Cette reconstruction souhaitée par l'oligarchie pour légitimer sa mainmise sur le pouvoir finit par être définitivement établie dans la tradition romaine grâce aux premiers historiens romains dont le plus connu est Fabius Pictor. En ce qui concerne Brutus, c'est la famille des Iunii qui a le plus largement contribué à façonner les faits légendaires qui lui sont attribués par les annalistes romains, et ce dès le IVe siècle av. J.-C., pendant la guerre contre les Samnites, alors que la branche des Bubulci occupe des magistratures importantes et prend le commandement de la guerre. L'utilisation de la figure de Brutus lui permet alors de légitimer la campagne de conquête territoriale qui aboutit à la colonisation de la Daunie avec la fondation de Luceria en 314 av. J.-C.

#### La pièceBrutusd'Accius et la crise gracquienne
La pièce de théâtre d'Accius intitulée Brutus constitue un bon exemple de récupération et de développement du caractère d'une figure antique et des évènements auxquels elle est liée, mis au service d'une idéologie politique contemporaine de l'auteur. L'écriture de cette pièce prend place durant la crise gracquienne qui voit la réaction brutale de l'oligarchie face aux tentatives réformatrices menées par Tiberius puis Caius Gracchus. Accius, dont le protecteur est Decimus Junius Brutus Callaicus qui prétend être un descendant de Brutus, fait jouer sa pièce alors que Tiberius Gracchus est élu tribun de la plèbe. Replacée dans le contexte de l'époque, cette mise en scène du Brutus mythique permet de défendre le point de vue de l'oligarchie face à la politique des Gracques et fait un parallèle avec le combat de Brutus, auquel est assimilé Callaicus, pour la sauvegarde de la République et contre la tyrannie, menace qu'est censée représenter Tiberius Gracchus.

#### Marcus Junius Brutus et l'assassinat de Jules César

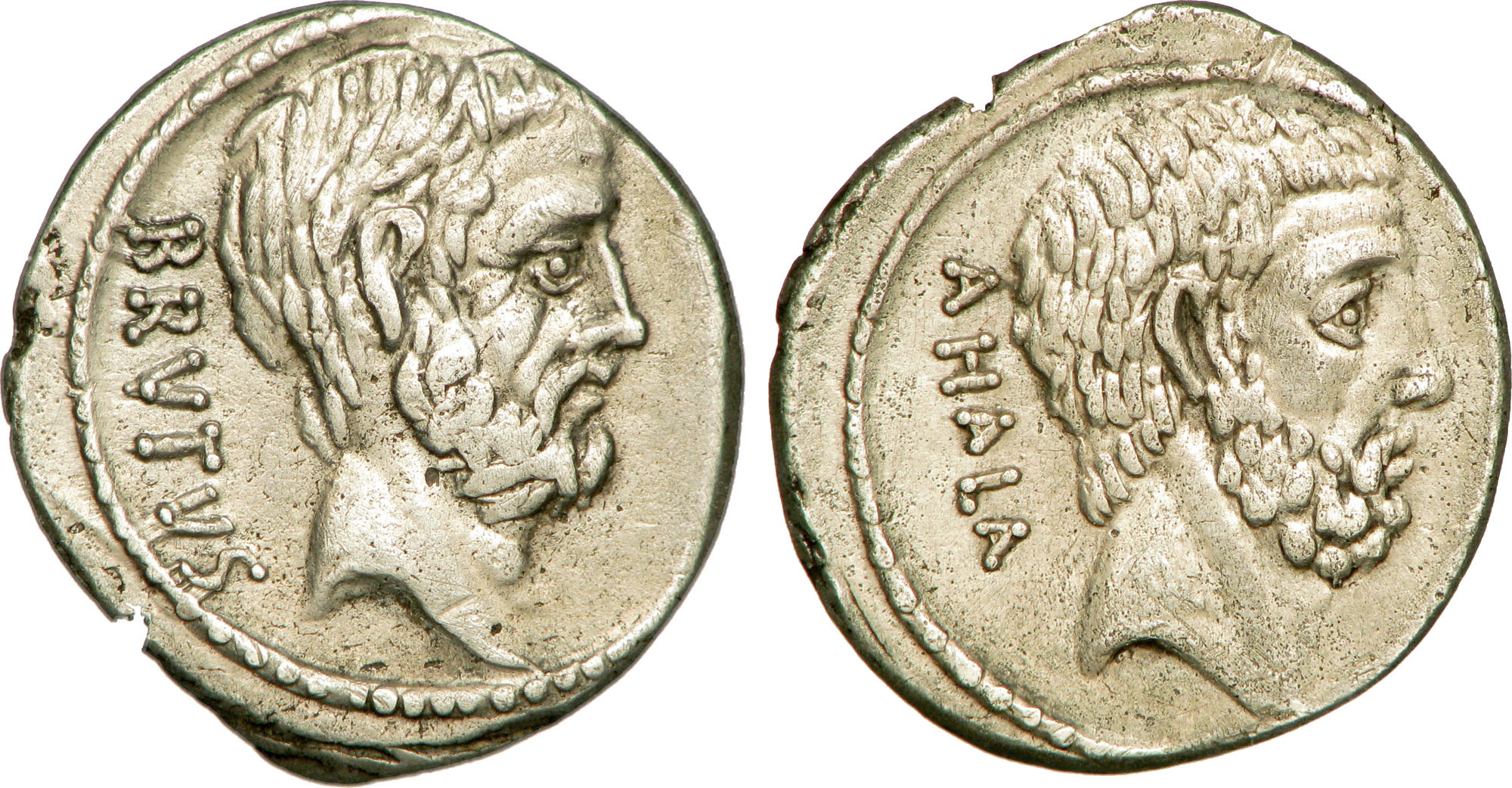
Denier en argent frappé en -55, au revers le profil de Brutus et à l'avers celui de Ahala.

Durant la dictature de Jules César, Cicéron, qui a déjà repris le récit de la fondation de la République romaine dans son De Republica publié en 54 av. J.-C., utilise la figure de Brutus pour critiquer la politique du dictateur. En 46 av. J.-C., il publie son Brutus sive dialogus de claris oratoribus, dédié à Marcus Junius Brutus, dans lequel il critique ouvertement la situation politique romaine. Il fait alors le parallèle entre Marcus Junius Brutus et le légendaire Brutus afin de pousser le premier à assumer son héritage et jouer son rôle de libérateur de la République, c'est-à-dire en devenant tyrannicide comme Brutus en son temps. Cet héritage, Marcus Junius Brutus n'y est pas insensible comme le montrent les pièces de monnaie frappées en 55 av. J.-C. sur lesquelles figurent les profils de Brutus et de Ahala. Le lien de parenté supposé entre les Iunii et Brutus a peut-être pesé dans la décision prise par Marcus Junius Brutus de participer au complot qui aboutit au meurtre de César durant les Ides de mars de 44 av. J.-C.

### Dans les arts depuis la Renaissance

#### Peinture
Les moments forts de la vie de Brutus telle qu'elle nous est rapportée par la tradition sont le sujet de nombreux tableaux, surtout depuis le XVIIIe siècle. La liste qui suit, classée par ordre chronologique, n'est pas exhaustive.
- Brutus embrasse la terre de Sebastiano Ricci, vers 1704
- Brutus embrasse la terre de Giuseppe Maria Crespi, 1725
- La Mort de Brutus et Arruns de Giambattista Tiepolo, vers 1730
- Lucrèce faisant le récit de son déshonneur d'Andrea Casali, XVIIIe siècle
- Brutus devant Lucrèce expirante jure de châtier Tarquin de Jean-Baptiste Deshays de Colleville, XVIIIe siècle
- La Mort de Lucrèce de Jacques-Antoine Beaufort, vers 1771
- Le Serment de Brutus attribué à Jacques-Antoine Beaufort, vers 1775
- Les licteurs rapportent à Brutus les corps de ses fils de Jacques-Louis David, 1789
- Brutus écoutant les ambassadeurs des Tarquin de Louis Lafitte, vers 1815
- Brutus condamnant ses fils à mort de Guillaume Guillon Lethière, vers 1820
- Le Serment de Brutus d'Édouard Cabane, vers 1880
- Le Serment de Brutus de Louis-Adolphe Tessier, 1883
- Le Serment de Brutus de Henri Pinta, 1884

#### Sculpture
- Buste de Lucius Junius Brutus de Ludovico Lombardo, vers 1550
- Lucrèce se poignardant de Philippe Bertrand, vers 1704
- Brutus et Lucrèce d'Ignaz Franz Platzer, vers 1780

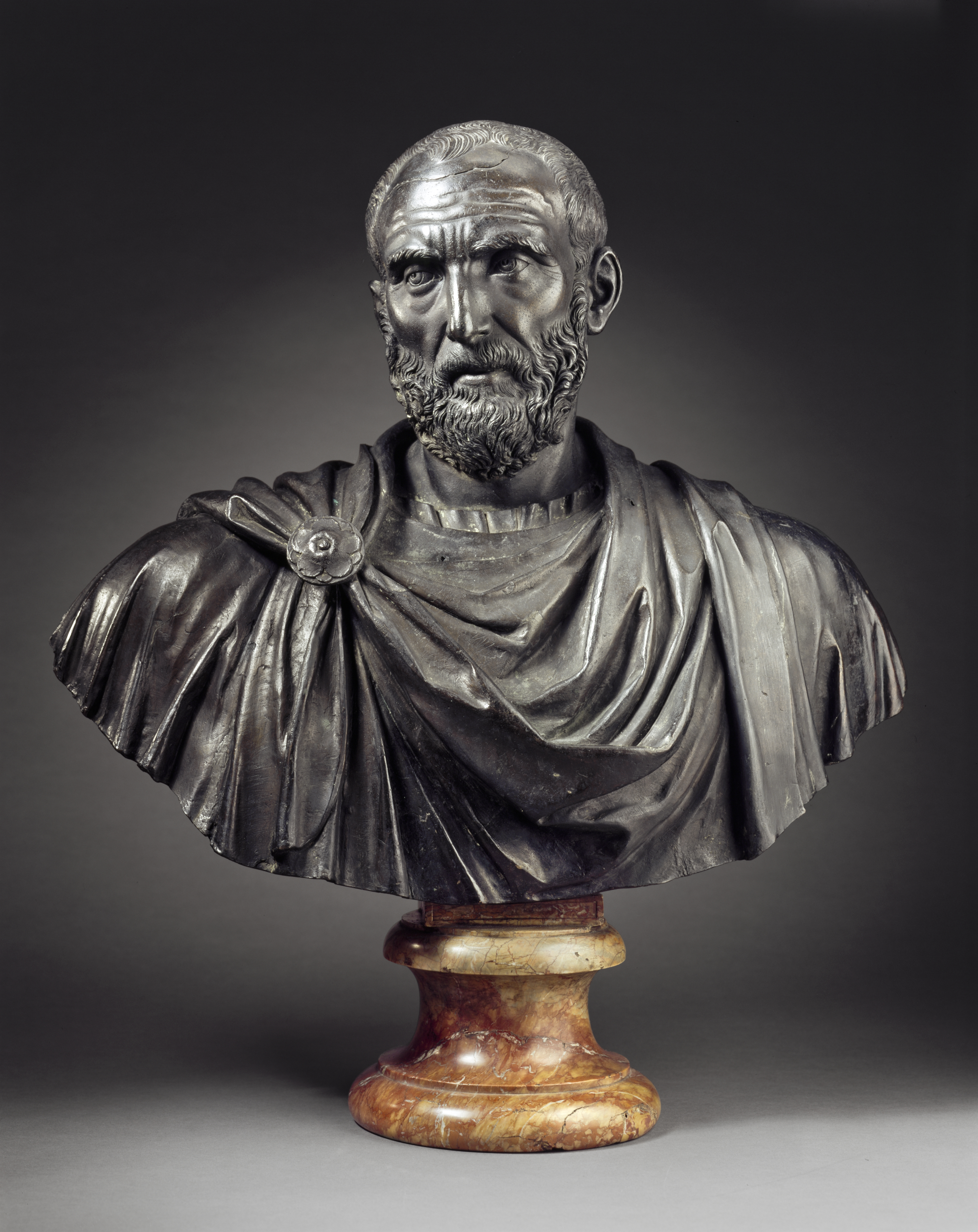
Buste de Brutus, Ludovico Lombardo, vers 1550
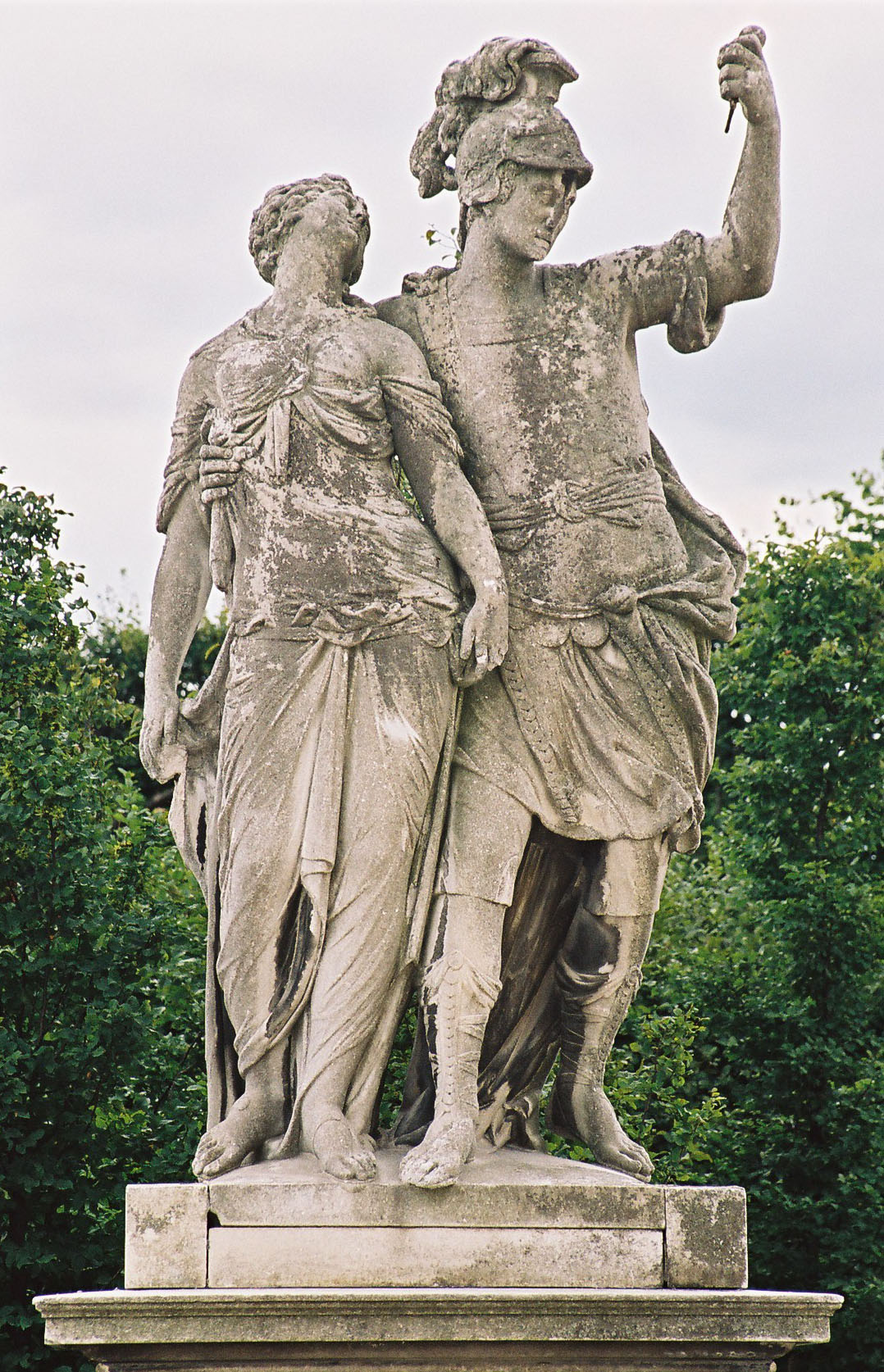
Statue de Brutus et Lucrèce, dans les jardins du château de Schönbrunn, Ignaz Franz Platzer, 1773-1780
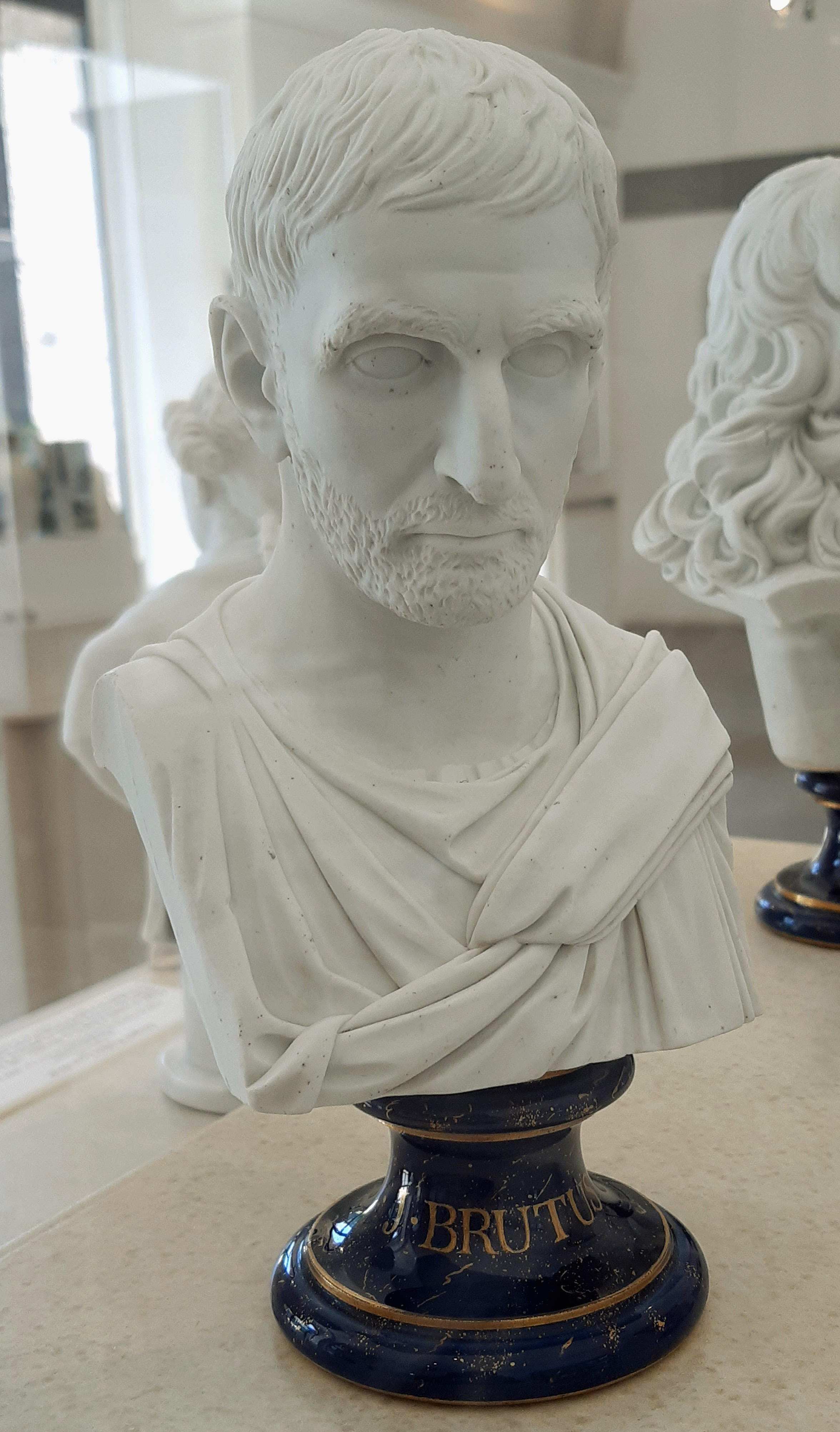
Buste de Brutus, 1793, musée de la Révolution française

#### Autres représentations

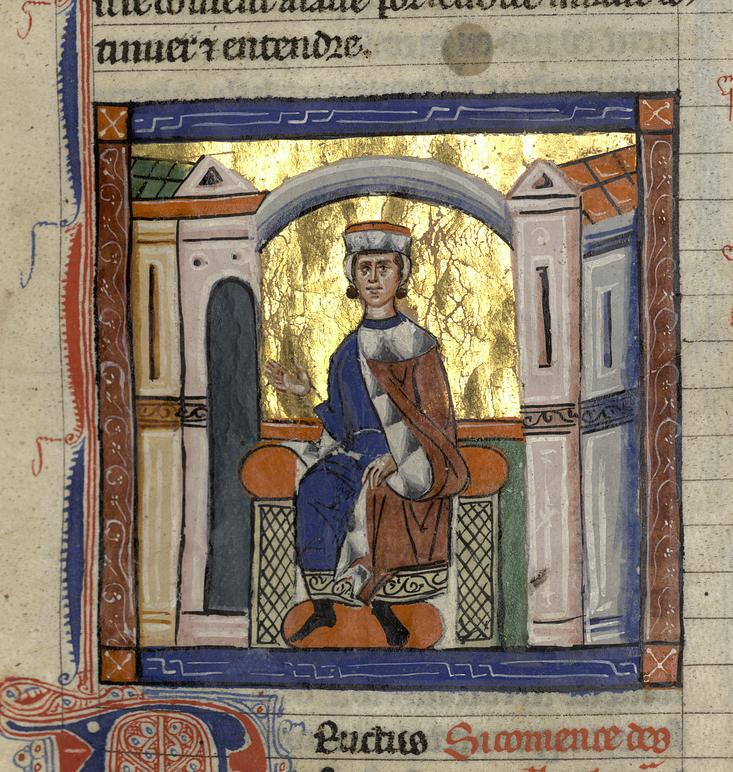
Miniature de Brutus trônant, manuscrit enluminé de l'Histoire ancienne jusqu'à César de Saint-Jean-d’Acre (Ms 562), 1260-1270. Bibliothèque municipale de Dijon
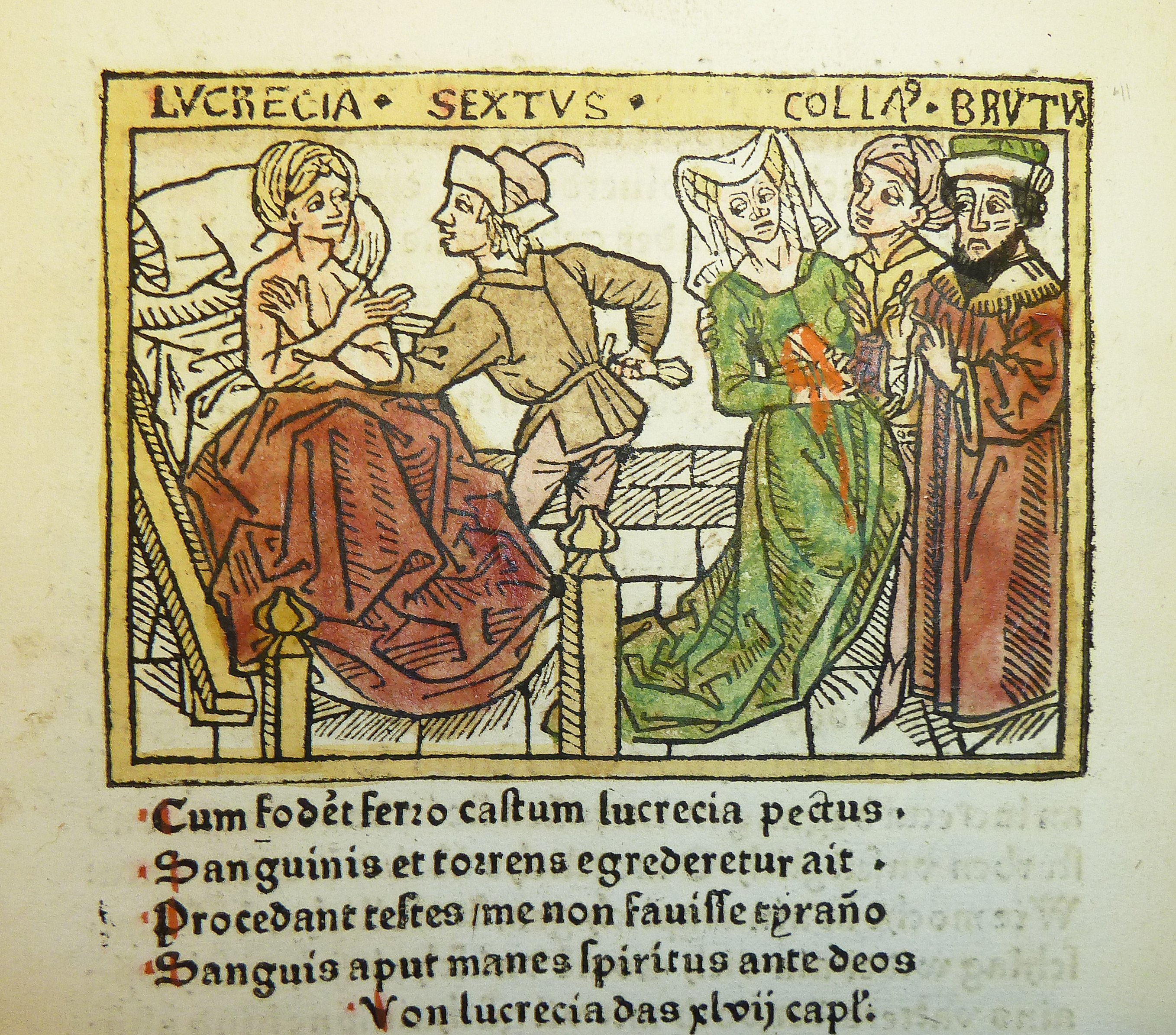
Viol et mort de Lucrèce, illustration attribuée à Johannes Zaines, 1541
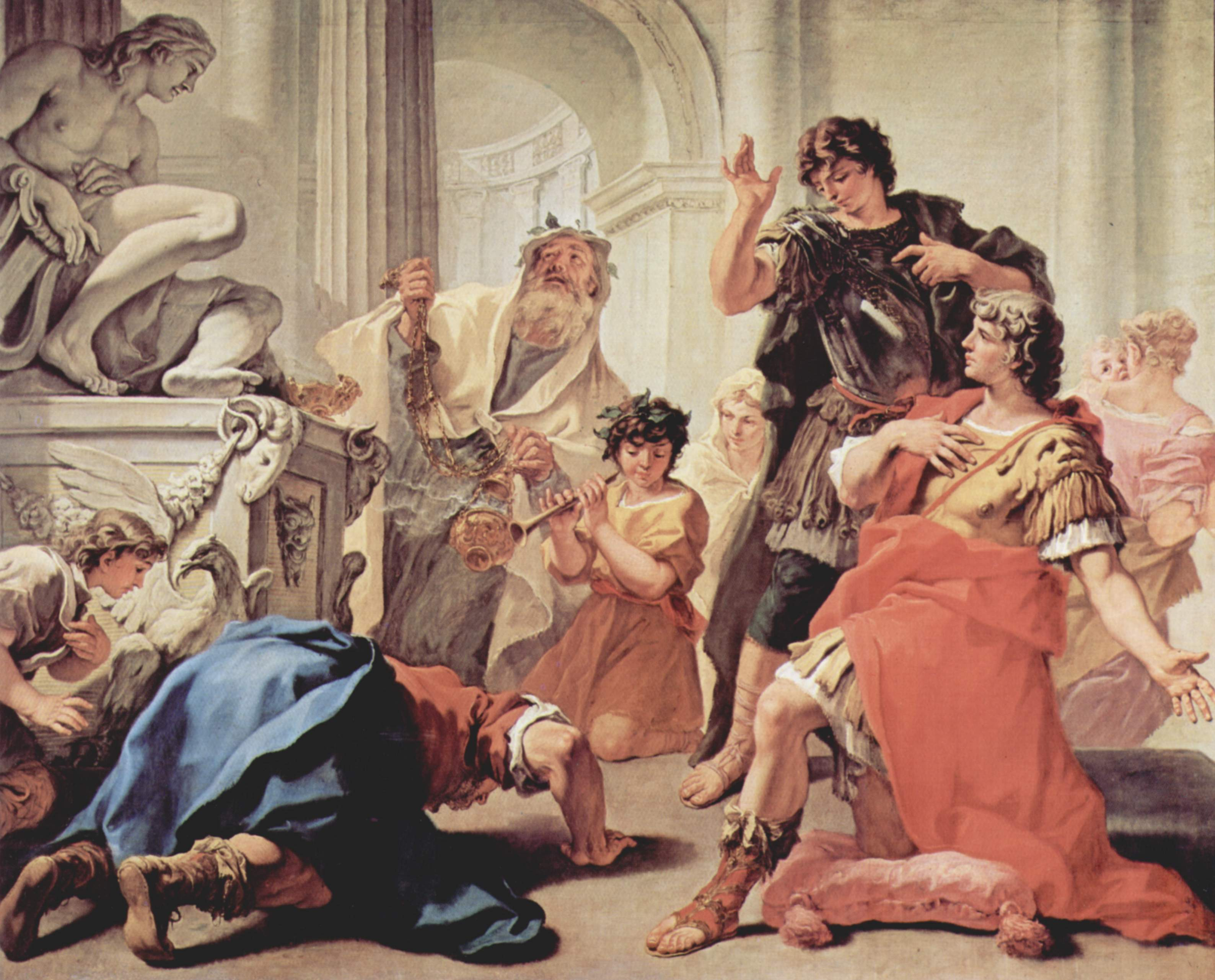
Brutus embrasse la terre, Sebastiano Ricci, 1700-1704

- Miniature de Brutus trônant, manuscrit enluminé de l'Histoire ancienne jusqu'à César de Saint-Jean-d’Acre (Ms 562), 1260-1270. Bibliothèque municipale de Dijon.
- Viol et mort de Lucrèce, illustration attribuée à Johannes Zaines, 1541
- Brutus embrasse la terre, Sebastiano Ricci, 1700-1704

#### Exposition
En 1996, Brutus est le thème d'une exposition intitulée Lucius Junius Brutus, l'Antiquité et la Révolution française organisée par le musée de la Révolution française.

## Analyse moderne

### La fondation de la République romaine
Si le récit de la chute de la monarchie repose certainement sur un fond de vérité, dans son ensemble, il tient davantage de la création que d'un rapport fidèle des évènements. Pour construire leurs récits, les auteurs romains n'ont pas pu se reposer uniquement sur leurs sources qui ne devaient offrir que peu de détails,. Tite-Live par exemple, qui fournit un récit détaillé et élaboré, a probablement puisé dans l'histoire romaine plus tardive afin d'enrichir les évènements qui voient la naissance de la République, projetant dans le passé des problématiques plus récentes. Cette méthode, très largement utilisée par les auteurs antiques, provoque de nombreux anachronismes dans la façon dont les faits sont censés se dérouler. Les auteurs romains semblent avoir également puisé dans la littérature grecque, et ce dès l'apparition de la littérature romaine, afin d'ajouter au récit une intrigue qui rend la succession des évènements intéressante et instructive. C'est au service de cette intrigue qu'ont été développées notamment les figures de Brutus, de Lucrèce ou de Tarquin telles qu'on les connaît aujourd'hui.
Les annalistes ayant donc enrichi le récit, on retrouve des motifs qui se répètent tout au long de l'histoire traditionnelle de Rome. Par exemple, pour expliquer le renversement du roi étrusque, les annalistes reprennent le même schéma que celui utilisé pour expliquer la chute des décemvirs un demi-siècle plus tard. Dans les deux cas, c'est une atteinte à l'honneur et à la pudeur d'une femme romaine qui déclenche la révolte, bien que le viol de Lucrèce tienne de l'ordre de l'anecdote et du fait divers à l'échelle de l'histoire du royaume,.

### Brutus, un héros légendaire

#### La figure de Brutus
La figure de Brutus fait immédiatement penser à un personnage de récits ou de contes populaires : il est le sage qui se fait passer pour un idiot et qui l'emporte sur ses rivaux. Pour simplifier, la morale du conte étant que bien qu'en apparence il soit le moins bien loti, sa ruse lui permet de prendre l'avantage,. Sa figure est à rapprocher d'autres héros légendaires romains de la même époque comme Horatius Coclès ou Caius Mucius Scaevola qui, comme Brutus, sont tous caractérisés par un cognomen symbolisant leurs interventions héroïques au service de Rome.
La figure de Brutus est en partie construite par opposition à celle de Tarquin le Superbe, tout comme celle de Lucrèce répond à celle de Tullia, l'épouse de Tarquin. Cette opposition des caractères est notamment illustrée par la réaction des personnages vis-à-vis des excès commis par leurs fils. Alors que les fils de Tarquin, profitant de leur grande liberté, vont jusqu'à commettre des crimes graves, comme le viol de Lucrèce, sans subir de châtiment de la part de leur père, Brutus n'hésite pas à mettre à mort ses deux fils, jouant pleinement le rôle du pater familias qui dispose d'un droit de vie et de mort sur les membres de sa famille.

#### Un personnage intelligent et ambitieux
Dès l'apparition de Brutus dans le récit traditionnel, les auteurs antiques insistent sur la vivacité d'esprit mais également l'ambition du personnage. L'offrande qu'il fait à l'Apollon de Delphes, un simple bâton de bois, paraît dérisoire au premier regard, mais le bâton en argent qu'il contient, symbolise son intelligence dissimulée. La façon dont il supporte les moqueries de ses cousins sans réagir illustre sa force d'esprit. Le personnage est également ambitieux comme le montre sa réaction après la réponse de l'oracle à la question des fils de Tarquin. Brutus n'hésite pas à respecter la prophétie afin de devenir roi.
Un autre évènement peut surprendre et rendre le personnage moins exemplaire que les auteurs ne voudraient le laisser paraître. Il s'agit de la réaction de Brutus peu après la fondation de la République vis-à-vis de Collatin, à qui on reproche son lien de parenté avec le roi déchu, puis du décret qu'il fait voter et qui condamne à l'exil tous les membres de la famille Tarquin. Or entre Collatin et Brutus, c'est bien ce dernier qui est le plus proche parent de Tarquin, étant son neveu alors que Collatin n'est que le fils d'un cousin du roi. Ainsi Brutus aurait dû être lui-même concerné par le décret qu'il propose. Évincer Collatin peut alors être compris comme une manœuvre destinée à reporter le ressentiment du peuple envers les deux consuls proches des Tarquin sur Collatin seul.

### L'influence des œuvres littéraires grecques
Depuis Fabius Pictor ou Livius Andronicus, les auteurs romains se sont largement inspirés des œuvres littéraires grecques pour élaborer leurs récits. Cette influence se ressent dans la construction progressive de la figure de Brutus qu'on peut aisément rapprocher d'un personnage d'épopée. On retrouve dans la description du règne de Tarquin le Superbe et dans les actes de Brutus des motifs empruntés à l'histoire d’Œdipe ou d'Agamemnon, mais également à celles d'Antigone de Sophocle et d'Électre d'Euripide. Par exemple, le lien familial et l'amitié qui unissent Brutus et Collatin rappellent ceux qui unissent Oreste et Pylade dans la pièce d'Euripide. De plus, la figure de Lucrèce offre de nombreux points communs avec celle d'Électre. Et tout comme Oreste qui a reçu l'oracle de l'Apollon de Delphes, Brutus s'est également rendu à Delphes et s'est révélé être le seul à interpréter correctement la réponse de la divinité selon la tradition.
L'épisode de la mort de Brutus, durant la bataille de Silva Arsia, rappelle d'autres œuvres grecques : Les Sept contre Thèbes d'Eschyle et le récit de la bataille de Marathon dans les Histoires d'Hérodote. L'affrontement mortel entre Brutus et Arruns semble avoir été emprunté à la scène d'Eschyle où s'affrontent les frères Étéocle et Polynice qui finissent par s'entretuer de la même manière. Quant au récit d'Hérodote, on en retrouve l'influence dans la conclusion de la bataille de Silva Arsia lorsque Faunus donne la victoire aux Romains, là où pour Hérodote, c'est le dieu Pan qui met un terme à la bataille de Marathon. De plus, le fait que Brutus soit tué durant les combats et que des oraisons funèbres élogieuses soient prononcées en public rappelle le destin du chef de guerre grec Callimaque pour qui sont également prononcées des oraisons funèbres publiques en sa faveur.

### Auteurs antiques
- Aurelius Victor, Hommes illustres de la ville de Rome [détail des éditions] [lire en ligne]
- Denys d'Halicarnasse, Antiquités romaines [détail des éditions]
- Dion Cassius, Histoire romaine [détail des éditions] [lire en ligne]
- Plutarque, Vies parallèles [détail des éditions] [lire en ligne]
- Tite-Live, Histoire romaine [détail des éditions] [lire en ligne]

### Ouvrages modernes
- (en) T. Robert S. Broughton, The Magistrates of the Roman Republic : Volume I, 509 B.C. - 100 B.C., New York, The American Philological Association, coll. « Philological Monographs, number XV, volume I », 1951, 578 p. (lire en ligne)
- Thierry Piel et Bernard Mineo, Et Rome devint une République... : 509 av.J.-C., Clermont-Ferrand, Lemme Edit, coll. « Illustoria », 2011, 121 p. (ISBN 978-2-917575-26-0)
- Dominique Briquel, « Des rois venus du nord », dans François Hinard (dir.), Histoire romaine : Tome I - Des origines à Auguste, Fayard, 2000
- Dominique Briquel, « Les difficiles débuts de la liberté », dans François Hinard (dir.), Histoire romaine : Tome I - Des origines à Auguste, Fayard, 2000
- Dominique Briquel, Mythe et révolution. La fabrication d’un récit : la naissance de la république à Rome, Éditions Latomus, 2007
- Paul M. Martin, L'Idée de royauté à Rome : I. De la Rome royale au consensus républicain, Adosa, 1982
- Jean-Pierre Martin, Alain Chauvot et Mireille Cébeillac-Gervasoni, Histoire romaine, Paris, Armand Collin, coll. « Collection U », 2003, 471 p. (ISBN 2-200-26587-5)
- Stéphane Mercier, « Regards croisés sur la vie de Lucius Junius Brutus », Folia Electronica Classica, Louvain-la-Neuve, no 13,‎ janvier 2007 (lire en ligne)
- Wilfried Stroh (trad. de l'allemand), La puissance du discours : Une petite histoire de la rhétorique dans la Grèce antique et à Rome, Paris, Les Belles Lettres, 2010, 514 p. (ISBN 978-2-251-34604-5)
- (en) Henrik Mouritsen, Maggie Robb (dir.), « Digital Prosopography of the Roman Republic », King’s College London, 2018
- (de) Georg Wissowa (dir.), Paulys Realencyclopädie der classischen Altertumswissenschaft (lire en ligne)